# Letonia en el Festival de la Canción de Eurovisión 2018

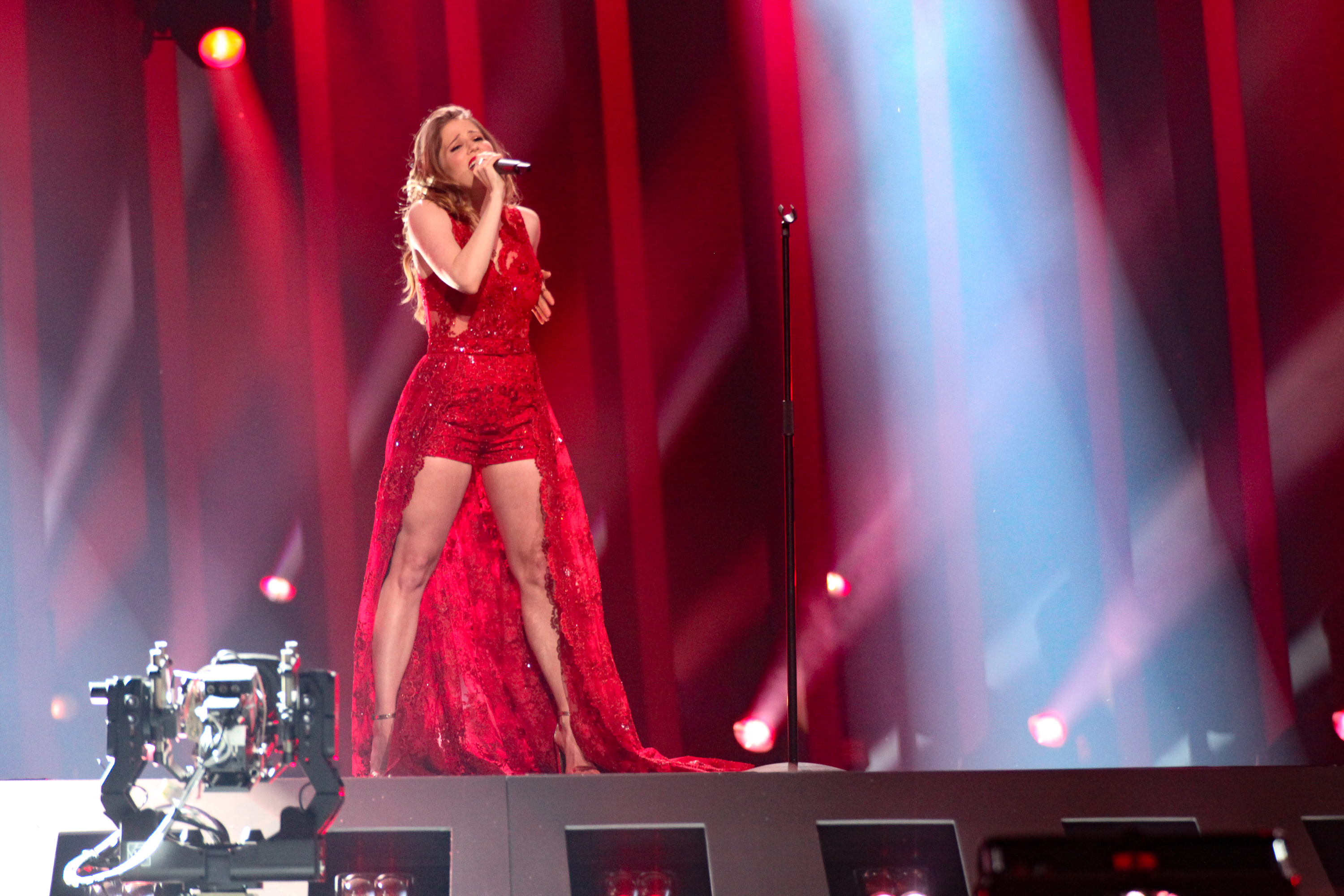
Laura Rizzotto representando a Letonia con la canción "Funny Girl" durante un ensayo antes de la segunda semifinal del Festival de Eurovisión 2018 en Lisboa.

Letonia participó en el Festival de Eurovisión 2018. Estuvo representada por Laura Rizzotto y un tema llamado "Funny Girl", seleccionados a través del Supernova 2018. En la semifinal 2, Laura obtuvo una decimosegunda posición con 106 puntos, con lo que no alcanzó la final.

## Supernova 2018
El Supernova 2018 fue la cuarta edición de la competición utilizada para seleccionar al representante letón en Eurovisión. Constó de tres semifinales y una final.

### Temas participantes
Entre el 6 de septiembre de 2017 y el 15 de octubre de 2017, el envío de candidaturas al Supernova estuvo disponible. Un panel de expertos designados por la LTV evaluaron los temas recibidos y seleccionaron los temas que competirían en las galas televisadas. Se recibieron 93 candidaturas, y de ellas 63 avanzaron a la votación en línea. La LTV introdujo por primera vez un sistema de votación en línea para que los usuarios de Internet pudieran escuchar las 63 canciones entre el 18 y el 29 de octubre de 2017, manteniendo anónimos a los artistas, y votaran "me gusta" o "no me gusta". Entonces, el jurado seleccionó 30 temas, teniendo en cuenta los resultados de la votación en línea, para que avanzaran a las audiciones presenciales, que tuvieron lugar el 5 de noviembre de 2017. Los candidatos seleccionados se determinaron el 9 de noviembre de 2017, para ser anunciados el 6 de diciembre de 2017.
| Agnese Stengrevics                 | "You Are My World"                 |
| Alekss Silvērs y Liera Štein       | "Don't Get Me Wrong"               |
| Annemarija Moiseja                 | "Colors Everywhere"                |
| Annemarija Moiseja                 | "Stardust in Universe"             |
| Annemarija Paula                   | "Save Me"                          |
| Augusts Vasiļonoks                 | "Be Here"                          |
| CanZone                            | "It's Time"                        |
| DVINES                             | "More Than Meets the Eye"          |
| Ed Rallidae                        | "What I Had with You"              |
| Edgars Kreilis                     | "Bright Side"                      |
| Edgars Kreilis                     | "Younger Days"                     |
| Elizabete Balčus                   | "IKA"                              |
| Elizabete Gaile                    | "The Way Back Home"                |
| Elza Rozentāle                     | "Staccato"                         |
| Fox Lima                           | "Sapņu dziesma"                    |
| Hypnotic                           | "Pray"                             |
| In My Head                         | "Sunset"                           |
| Jenny May                          | "Soledad"                          |
| Katrīna Gupalo and The Black Birds | "If There Is No Love"              |
| Katrīna Gupalo and The Black Birds | "Intoxicating Caramel"             |
| Katrine Lukins                     | "Running Red Lights"               |
| Keksi                              | "I Am Ready to Get Along with You" |
| Kris & Oz                          | "Morning Flight"                   |
| Kristiāna Bumbiere                 | "Flashbacks"                       |
| Laura Rizzotto                     | "Funny Girl"                       |
| Lauris Valters                     | "Lovers Bliss"                     |
| Liene Greifāne                     | "Walk the Talk"                    |
| Lolita Krūmiņa                     | "Divi cilvēki"                     |
| MADARA                             | "Esamība"                          |
| Madara Dzintara                    | "Not Afraid"                       |
| Markus Riva                        | "I'll Never Let You Go"            |
| Markus Riva                        | "This Time"                        |
| Marta Ritova                       | "Alive"                            |
| Miks Galvanovskis                  | "Take Me Home"                     |
| MIONIA                             | "You"                              |
| Monta                              | "1000 Roses"                       |
| Oskars Millers                     | "Voodoo Doll"                      |
| Pāvels Fomkins                     | "Feel Your Lips"                   |
| Pirmais Kurss                      | "Laiva"                            |
| Proactive                          | "Ocean of Pain"                    |
| Rahu the Fool                      | "Oh Longriver"                     |
| Riga Reggae                        | "Stop the War U2"                  |
| Ritvars                            | "Who's Counting?"                  |
| Sandija Vīgante                    | "Circles"                          |
| Solenne                            | "Baltic"                           |
| Sudden Lights                      | "Eyes"                             |
| Sudden Lights                      | "Just Fine"                        |
| Tamara Rutkovska                   | "Weekend Warriors"                 |
| Trejdeviņi                         | "Loul"                             |
|                                    | "Are You My Friend"                |
|                                    | "Backbone"                         |
|                                    | "Before and After"                 |
|                                    | "Don't Be a Slave"                 |
|                                    | "Haven't Met You Yet"              |
|                                    | "I Wanna Celebrate"                |
|                                    | "Love Blush"                       |
|                                    | "Over the Clouds"                  |
|                                    | "Pilītes"                          |
|                                    | "Say My Name"                      |
|                                    | "Tell Me"                          |
|                                    | "To Let You Go Song"               |
|                                    | "War of Flame"                     |
|                                    | "You Gonna Listen"                 |

| Agnese Stengrevics                 | "You Are My World"        |
| Annemarija Moiseja                 | "Colors Everywhere"       |
| Annemarija Paula                   | "Save Me"                 |
| Augusts Vasiļonoks                 | "Be Here"                 |
| DVINES                             | "More Than Meets the Eye" |
| Ed Rallidae                        | "What I Had with You"     |
| Edgars Kreilis                     | "Younger Days"            |
| Elizabete Gaile                    | "The Way Back Home"       |
| Hypnotic                           | "Pray"                    |
| In My Head                         | "Sunset"                  |
| Jenny May                          | "Soledad"                 |
| Katrīna Gupalo and The Black Birds | "Intoxicating Caramel"    |
| Katrine Lukins                     | "Running Red Lights"      |
| Kris & Oz                          | "Morning Flight"          |
| Kristiāna Bumbiere                 | "Flashbacks"              |
| Laura Rizzotto                     | "Funny Girl"              |
| Lauris Valters                     | "Lovers Bliss"            |
| Liene Greifāne                     | "Walk the Talk"           |
| MADARA                             | "Esamība"                 |
| Madara Dzintara                    | "Not Afraid"              |
| Markus Riva                        | "This Time"               |
| Miks Galvanovskis                  | "Take Me Home"            |
| MIONIA                             | "You"                     |
| Monta                              | "1000 Roses"              |
| Oskars Millers                     | "Voodoo Doll"             |
| Pāvels Fomkins                     | "Feel Your Lips"          |
| Rahu the Fool                      | "Oh Longriver"            |
| Riga Reggae                        | "Stop the War U2"         |
| Ritvars                            | "Who's Counting?"         |
| Sandija Vīgante                    | "Circles"                 |
| Sudden Lights                      | "Eyes"                    |
| Sudden Lights                      | "Just Fine"               |
| Tamara Rutkovska                   | "Weekend Warriors"        |

| Artista                            | Canción                   | Compositores |
| ---------------------------------- | ------------------------- | --- |
| Agnese Stengrevics                 | "You Are My World"        | Helvijs Stengrevics, Agnese Stengrevics |
| DVINES                             | "More Than Meets the Eye" | DVINES, Pēteris Pāšs, Andris Strazds, Kaspars Ansons                                                                                                  |
| Ed Rallidae                        | "What I Had with You"     | Aminata Savadogo, Kaspars Ansons |
| Edgars Kreilis                     | "Younger Days"            | Edgars Kreilis, Kaspars Ansons |
| Hypnotic                           | "Pray"                    | Sabīne Geiba, Beatrise Heislere, Ruslans Kuksinovičs                                                                                                  |
| In My Head                         | "Sunset"                  | Evija Smagare, Armands Varslavāns, Rūdolfs Iļķēns |
| Jenny May                          | "Soledad"                 | Maija Stuģe, Martin Karl Hägglund, Martin Björn Hanzén, Tim Erik Åström, Michael Javier Hernan Barraza Alfaro                                         |
| Katrīna Gupalo and The Black Birds | "Intoxicating Caramel"    | Katrīna Gupalo |
| Katrine Lukins                     | "Running Red Lights"      | Katrine Lukins, Andris Lūkins, Kaspars Ansons |
| Kris & Oz                          | "Morning Flight"          | Artūrs Osipovs, Kristīne Morina, Kristīne Sisējeva, Aleksandrs Solovjovs                                                                              |
| Laura Rizzotto                     | "Funny Girl"              | Laura Rizzotto |
| Lauris Valters                     | "Lovers Bliss"            | Lauris Valters, Reinis Briģis |
| Liene Greifāne                     | "Walk the Talk"           | Liene Greifāne, Ylva Persson, Linda Persson |
| MADARA                             | "Esamība"                 | Madara Fogelmane |
| Markus Riva                        | "This Time"               | Markus Riva, Kaspars Ansons, Edgars Krastiņš, Quincy Thompson                                                                                         |
| MIONIA                             | "You"                     | Maija Līcīte |
| Monta                              | "1000 Roses"              | Monta Ķimene |
| Rahu the Fool                      | "Oh Longriver"            | Pēteris Narubins, Rahu the Fool |
| Riga Reggae                        | "Stop the War U2"         | Horens Stalbe, Vladimirs Eglītis, Mārtiņš Burkevics, Renarts Braufmanis                                                                               |
| Ritvars                            | "Who's Counting?"         | Rihards Lībietis, Mārcis Vasiļevskis, Toms Lisments, Kristīne Pleša, Erna Daugaviete, Toms Kursītis, Mārtiņš Miļevskis, Dāvis Bindemanis, Sabīne Žuga |
| Sudden Lights                      | "Just Fine"               | Andrejs Reinis Zitmanis, Kārlis Matīss Zitmanis, Mārtiņš Matīss Zemītis, Kārlis Vārtiņš                                                               |

### Galas

#### Semifinal 1
La primera semifinal tuvo lugar el 3 de febrero de 2018. Siete de las canciones candidatas fueron interpretadas, y dos avanzaron hacia la final a través de la combinación de los votos de un jurado profesional y el televoto.
| N.º | Artista                            | Canción                   | Televoto | Votos del jurado | Votos de Internet | Reproducciones de Spotify | Total | Resultado   | Plaza |
| --- | ---------------------------------- | ------------------------- | -------- | ---------------- | ----------------- | ------------------------- | ----- | ----------- | ----- |
| 1   | Katrīna Gupalo and The Black Birds | "Intoxicating Caramel"    | 357      | 5                | 222               | 24%                       | 9     | Eliminados  | 5     |
| 2   | Rahu the Fool                      | "Oh Longriver"            | 165      | 6                | 140               | 3%                        | 13    | Eliminado   | 6     |
| 3   | DVINES                             | "More Than Meets the Eye" | 356      | 3                | 386               | 3%                        | 8     | Eliminada   | 4     |
| 4   | Agnese Stengrevics                 | "You Are My World"        | 168      | 7                | 260               | 16%                       | 13    | Eliminada   | 7     |
| 5   | Sudden Lights                      | "Just Fine"               | 1154     | 4                | 1835              | 18%                       | 5     | Repesca     | 3     |
| 6   | Edgars Kreilis                     | "Younger Days"            | 550      | 2                | 755               | 31%                       | 4     | Clasificado | 2     |
| 7   | Liene Greifāne                     | "Walk the Talk"           | 686      | 1                | 509               | 5%                        | 4     | Clasificada | 1     |

#### Semifinal 2
La segunda semifinal tuvo lugar el 10 de febrero de 2018. Siete de las canciones candidatas fueron interpretadas, y tres avanzaron hacia la final a través de la combinación de los votos de un jurado profesional y el televoto.
| N.º | Artista     | Canción           | Televoto | Votos del jurado | Votos de Internet | Reproducciones de Spotify | Total | Resultado   | Plaza |
| --- | ----------- | ----------------- | -------- | ---------------- | ----------------- | ------------------------- | ----- | ----------- | ----- |
| 1   | Hypnotic    | "Pray"            | 167      | 6                | Inutilizado       | 12%                       | 11    | Eliminado   | 5     |
| 2   | MADARA      | "Esamība"         | 613      | 2                | Inutilizado       | 25%                       | 4     | Clasificada | 1     |
| 3   | Markus Riva | "This Time"       | 685      | 3                | Inutilizado       | 18%                       | 4     | Clasificado | 2     |
| 4   | In My Head  | "Sunset"          | 117      | 5                | Inutilizado       | 11%                       | 12    | Eliminados  | 6     |
| 5   | Ritvars     | "Who's Counting?" | 319      | 1                | Inutilizado       | 10%                       | 5     | Clasificado | 3     |
| 6   | Monta       | "1000 Roses"      | 153      | 7                | Inutilizado       | 11%                       | 13    | Eliminada   | 7     |
| 7   | Riga Reggae | "Stop the War U2" | 423      | 4                | Inutilizado       | 13%                       | 7     | Eliminados  | 4     |

#### Semifinal 3
La tercera semifinal tuvo lugar el 17 de febrero de 2018. Siete de las canciones candidatas fueron interpretadas, y dos avanzaron hacia la final a través de la combinación de los votos de un jurado profesional y el televoto.
| N.º | Artista        | Canción               | Televoto | Votos del jurado | Votos de Internet | Reproducciones de Spotify | Total | Resultado   | Plaza |
| --- | -------------- | --------------------- | -------- | ---------------- | ----------------- | ------------------------- | ----- | ----------- | ----- |
| 1   | Jenny May      | "Soledad"             | 211      | 7                | 227               | 12%                       | 13    | Eliminada   | 7     |
| 2   | Ed Rallidae    | "What I Had with You" | 211      | 5                | 323               | 17%                       | 8     | Eliminado   | 4     |
| 3   | Katrine Lukins | "Running Red Lights"  | 96       | 6                | 244               | 16%                       | 11    | Eliminada   | 6     |
| 4   | Lauris Valters | "Lovers Bliss"        | 254      | 2                | 369               | 12%                       | 6     | Clasificado | 2     |
| 5   | MIONIA         | "You"                 | 145      | 3                | 141               | 14%                       | 10    | Eliminada   | 5     |
| 6   | Kris & Oz      | "Morning Flight"      | 316      | 4                | 463               | 14%                       | 6     | Eliminados  | 3     |
| 7   | Laura Rizzotto | "Funny Girl"          | 1234     | 1                | 2536              | 15%                       | 2     | Clasificada | 1     |

#### Final
La final tuvo lugar el 24 de febrero de 2018. Los ocho temas clasificados actuaron, y Laura Rizzotto, con "Funny Girl", fue elegida vencedora a través de la combinación de los votos del jurado profesional y la audiencia letona.
| N.º | Artista        | Canción           | Televoto | Votos del jurado | Votos de Internet | Reproducciones de Spotify | Total | Plaza |
| --- | -------------- | ----------------- | -------- | ---------------- | ----------------- | ------------------------- | ----- | ----- |
| 1   | Sudden Lights  | "Just Fine"       | 1563     | 2                | 2357              | 28%                       | 4     | 2     |
| 2   | Ritvars        | "Who's Counting?" | 488      | 4                | 490               | 11%                       | 10    | 4     |
| 3   | MADARA         | "Esamība"         | 1490     | 3                | 2785              | 18%                       | 7     | 3     |
| 4   | Liene Greifane | "Walk the Talk"   | 398      | 8                | 800               | 7%                        | 13    | 7     |
| 5   | Lauris Valters | "Lovers Bliss"    | 285      | 6                | 366               | 5%                        | 14    | 8     |
| 6   | Edgars Kreilis | "Younger Days"    | 413      | 5                | 781               | 9%                        | 12    | 6     |
| 7   | Laura Rizzotto | "Funny Girl"      | 2956     | 1                | 5172              | 12%                       | 2     | 1     |
| 8   | Markus Riva    | "This Time"       | 2321     | 7                | 2839              | 10%                       | 10    | 5     |

## En Eurovisión
El Festival de la Canción de Eurovisión 2018 tuvo lugar en el Altice Arena de Lisboa, Portugal y consistió en dos semifinales el 8 y 10 de mayo y la final el 12 de mayo de 2018. De acuerdo con las reglas de Eurovisión, todas las naciones con excepción del país anfitrión y los "5 grandes" (Big Five) deben clasificarse en una de las dos semifinales para competir en la final; los diez mejores países de cada semifinal avanzan a esta final. Letonia obtuvo una decimosegunda posición en la semifinal 2 con 106 puntos, lo cual no fue suficiente para clasificarse.